# Üstökös csér

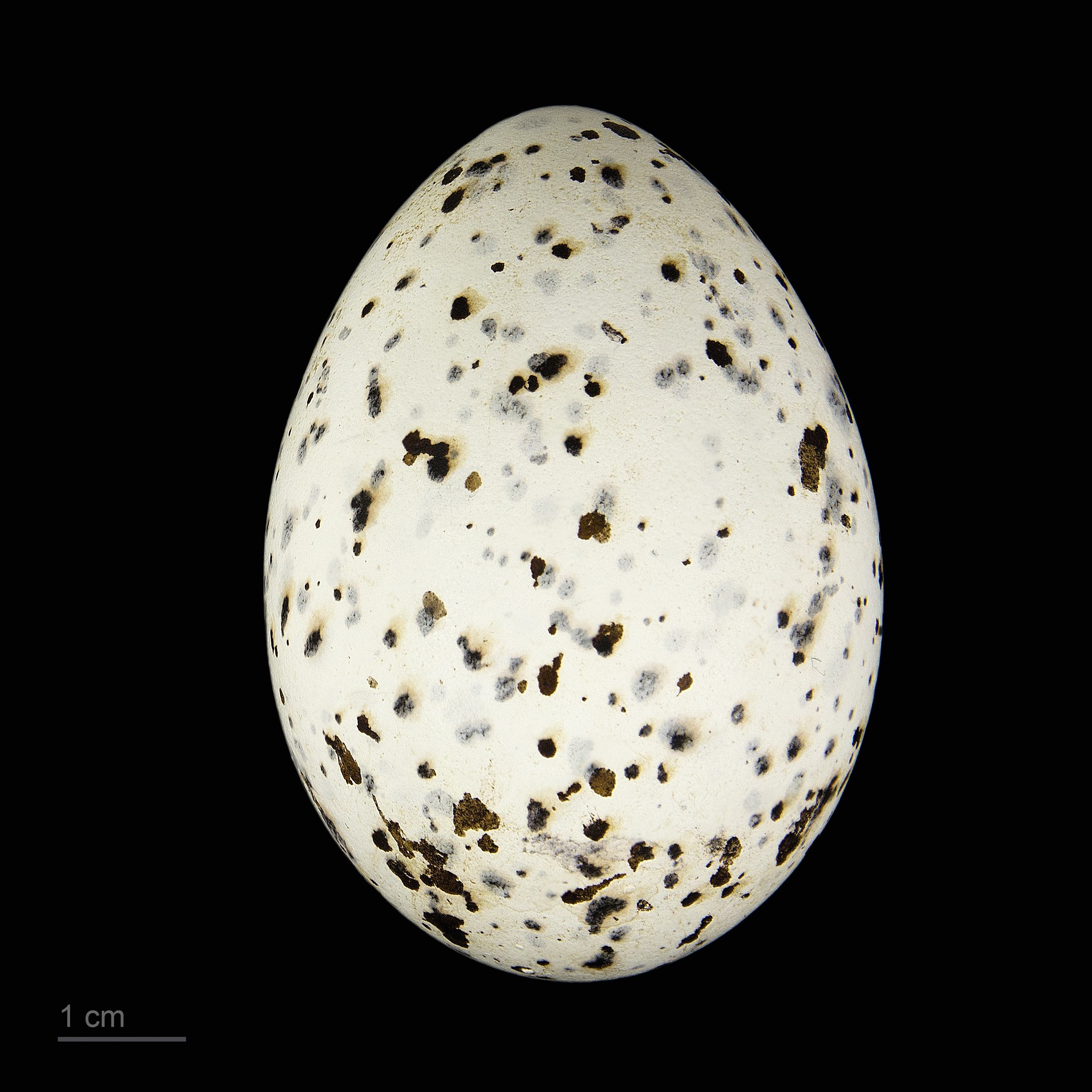
Thalasseus bergii

Az üstökös csér (Thalasseus bergii) a madarak osztályának a lilealakúak (Charadriiformes) rendjébe, ezen belül a csérfélék (Sternidae) családjába tartozó faj.
Egyes rendszerezések a Sterna nemhez sorolják Sterna bergii néven.

## Előfordulása
Az Indiai-óceán, a Csendes-óceán területén és Ausztrália partvidékén honos.

## Alfajai
- Thalasseus bergii bergii
- Thalasseus bergii cristata
- Thalasseus bergii enigma
- Thalasseus bergii gwendolenae
- Thalasseus bergii thalassina
- Thalasseus bergii velox

## Megjelenése
Testhossza 45–48 centiméter, szárnyfesztávolsága pedig 100 centiméter. Elegáns ezüstszürke köpönyegtollazata alul túlnyomórészt fehér, akár az arca és a nyaka. Fekete kalapja és tarkóbóbitája van. 
|  |  |

## Életmódja
Tápláléka halakból és rákokból áll.